# Kriegsmuseum Overloon
Das Kriegsmuseum Overloon (niederländisch Oorlogsmuseum Overloon) ist ein zeitgeschichtliches und militärtechnisches Museum zur Geschichte des Zweiten Weltkriegs nahe Overloon in den Niederlanden. Die Ausstellung beinhaltet in mehreren Themenbereichen größtenteils die Zeit des Zweiten Weltkrieges in den Niederlanden.

## Standort
Overloon ist eine Gemeinde in den östlichen Niederlanden nahe der deutschen Grenze. Ca. 35 km südöstlich von Nijmegen und etwa 50 km nordöstlich von Eindhoven gelegen, sind es nur ca. 5 km bis an das westliche Ufer der Maas. Und etwa Luftlinie nur etwa 30 km nach Osten bis zu den deutschen Städten Goch, Weeze und Kevelaer. Etwa 35 km süd-südostlich liegt die große Stadt Venlo.
In und um den Ort herum entwickelte sich zwischen dem 30. September 1944 und dem 8. Oktober 1944 die einzige Panzerschlacht zwischen den deutschen Streitkräften und den alliierten Verbänden auf niederländischem Boden, die im Park des Museums noch heute erkennbare Spuren hinterließ.

## Museum
Das Museum wurde 1946 eröffnet.
Es wurde zunächst Kriegsgerät aus der Schlacht von Overloon (24. September bis 16. Oktober 1944) zusammengetragen und auf einem Teil des ehemaligen Schlachtfeldes ausgestellt. Später erhielt es Exponate aus dem gesamten Land.
Im Jahr 1960 erhielt das Museum nationalen Status.
in den 1980er Jahren gliederte sich das Museum in drei Ausstellungsbereiche, einen Waffenpark im Freigelände für Großgerät, eine Waffenhalle in der Handfeuerwaffen, Ausrüstungsgegenstände, sowie kleineres Kriegsgerät ausgestellt ist und einen Dokumentationsbereich zu den Ereignissen des Zweiten Weltkrieges, regional und in Europa mit einer ergänzenden Erläuterung zum Thema des niederländischen Widerstandes („Verzet“).
Zunächst war es ein Freilichtmuseum, in dem die größeren Ausstellungsstücke (Panzer und Ähnliches) in einer parkähnlichen Anlage ausgestellt waren. Im Laufe der Zeit wurden diese Großgeräte in Gebäuden untergebracht, um sie vor den Witterungseinflüssen zu schützen.
Im Jahr 2006 wurden die Exponate des Marshall-Museums aus Zwijndrecht nach Overloon überführt und in die Ausstellung integriert.
Das Museum wird kontinuierlich erweitert, überarbeitet die Kommunikation und Darstellung und restauriert Ausstellungsstücke.
Im weitläufigen Park des Museums befindet man Skulpturen namhafter Künstler, welche sich mit den Schrecken des Krieges befassen.

## Namensänderung
Zunächst hieß das Museum Oorlogs- en Verzetsmuseum Overloon (Kriegs- und Widerstandsmuseum Overloon) und erhielt unter diesem Namen 1960 seinen nationalen Status. Nach einer zwischenzeitlichen Umbenennung in Liberty Park wird es nun als Kriegsmuseum Overloon (Oorlogsmuseum Overloon) bezeichnet.

## Ausstellung

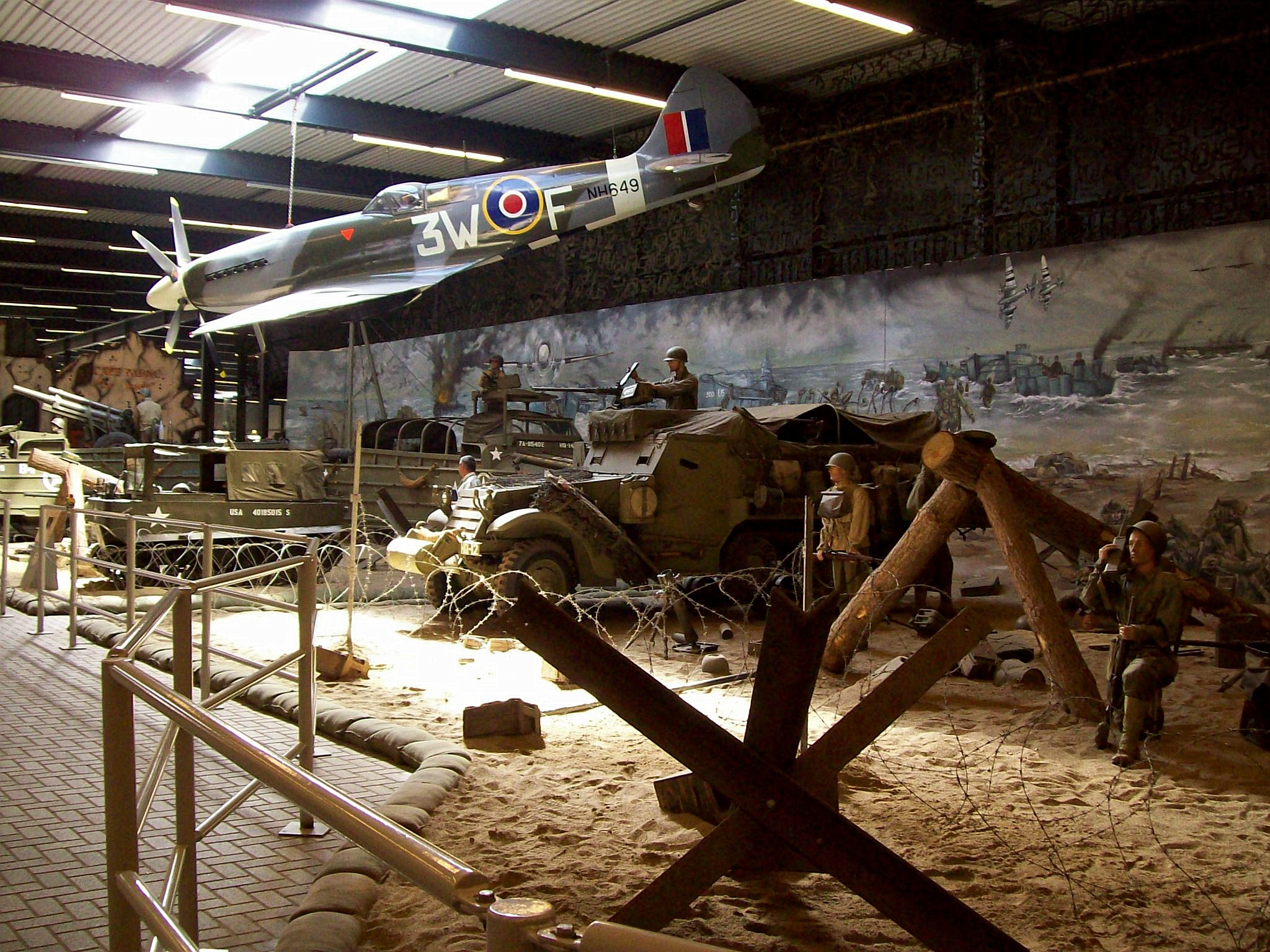
Diorama des D-Day 1944

Die Ausstellung zeigt u. a. die Besetzung der Niederlande und der niederländischen Kolonien im Zweiten Weltkrieg durch Deutschland und Japan, den Holocaust, die Widerstandsbewegung sowie die Schlacht von Overloon. Viele Exponate werden in Großdioramen oder interaktiv, wie z. B. die Invasion 1944, dargestellt.

### Operation Overlord
Im Rahmen des Großdiorama Overlord werden zwei DUKW, ein M29 Weasel, eine 105-mm Howitzer M1A1, ein Bazooka-Schütze, Strandhindernisse, ein M4 Sherman 105-mm mit Deep-Wading-Lüftern und Munitionsanhänger, ein M3A1 Halftrack, ein Flammenwerfer und zwei Granatwerfer gezeigt. 
Interessant ist die interaktive "Erfahrung" zum D-Day in der der Zuschauer vom Einschiffen in England, über die Anlandung an der Normandieküste bis zur Eroberung der deutschen Küstenstellungen "live" eingebunden wird.

### Afrika
Ein Kleindiorama zeigt einen für den Special Air Service umgebauten Jeep mit zusätzlicher Ausrüstung und Bewaffnung.

### Arnheim
Ein Diorama zu den Kämpfen im Bereich der britischen Luftlandeoperationen zur Inbesitznahme der Brücke von Arnheim zeigt britische Soldatenfiguren und einen Jeep mit angehängter 6-Pounder (57-mm) Panzerabwehrkanone.
Die Ausstellungsstücke umfassen u. a. Panzer, Flugzeuge, U-Boote, Kleinwaffen und -geräte sowie Uniformen.
Es sind jedoch nicht nur Exponate aus dem Zweiten Weltkrieg ausgestellt, sondern auch aus dem ehemaligen Warschauer Pakt und den modernen Niederländischen Streitkräften. Weiterhin gibt es zeitlich wechselnde Ausstellungen.

### Ausstellungsobjekte

#### Der Panther
Der heute in der Halle ausgestellte Panzerkampfwagen V Panther Ausf. G gehörte zur Panzer-Brigade 107 und wurde innerorts durch eine britische Panzerabwehrwaffe vom Typ „PIAT“ durch Angehörige des 2nd Btl. East-Yorkshire Regiment zerstört. Dabei kam die gesamte Besatzung zu Tode.

### Historische Fotos
Die Sammlung des Museums war für viele Jahre größtenteils im Freien untergebracht, bevor Anfang der 2000er Jahre neue Ausstellungshallen errichtet wurden.

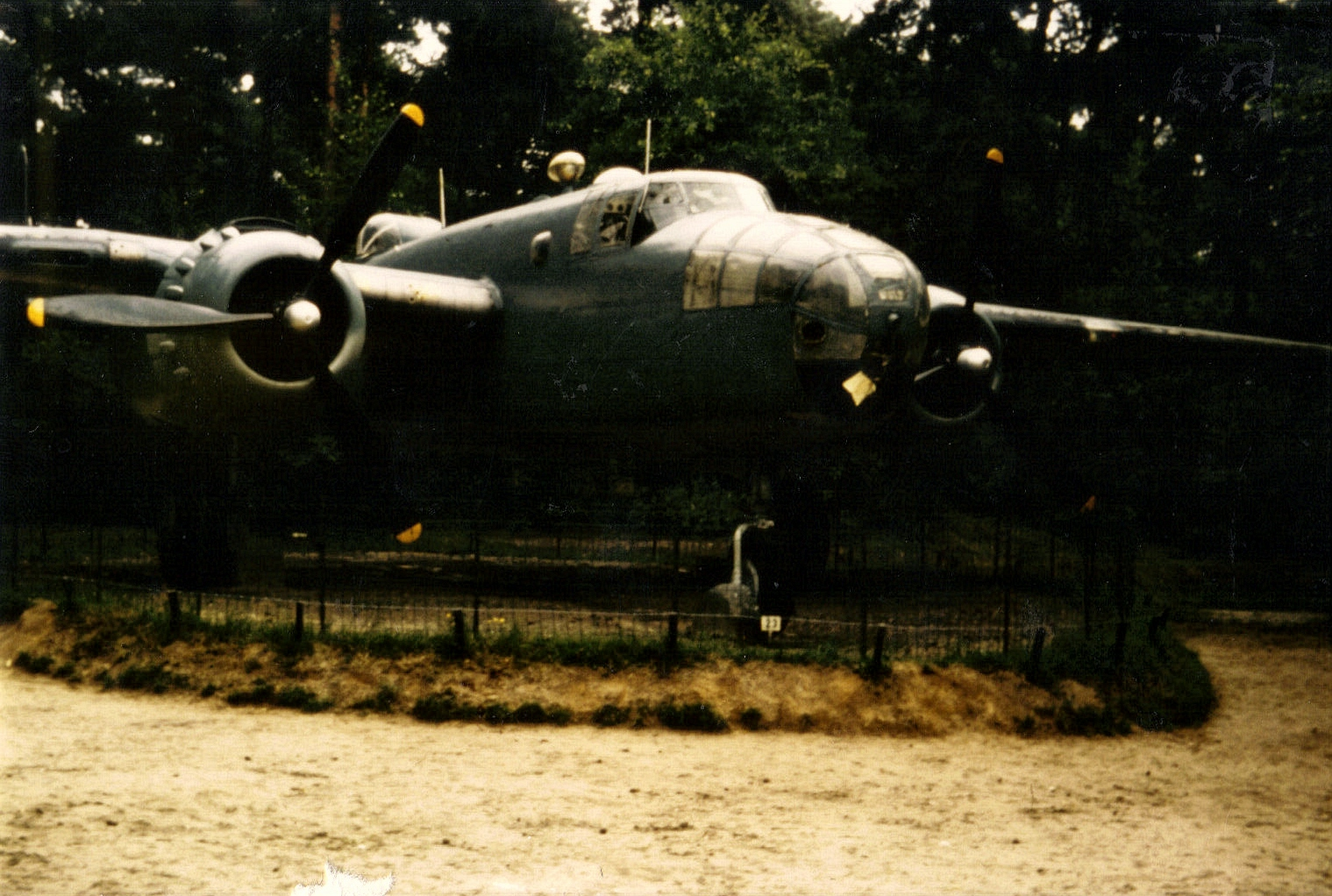
Bomber B-25 Mitchell (1979)
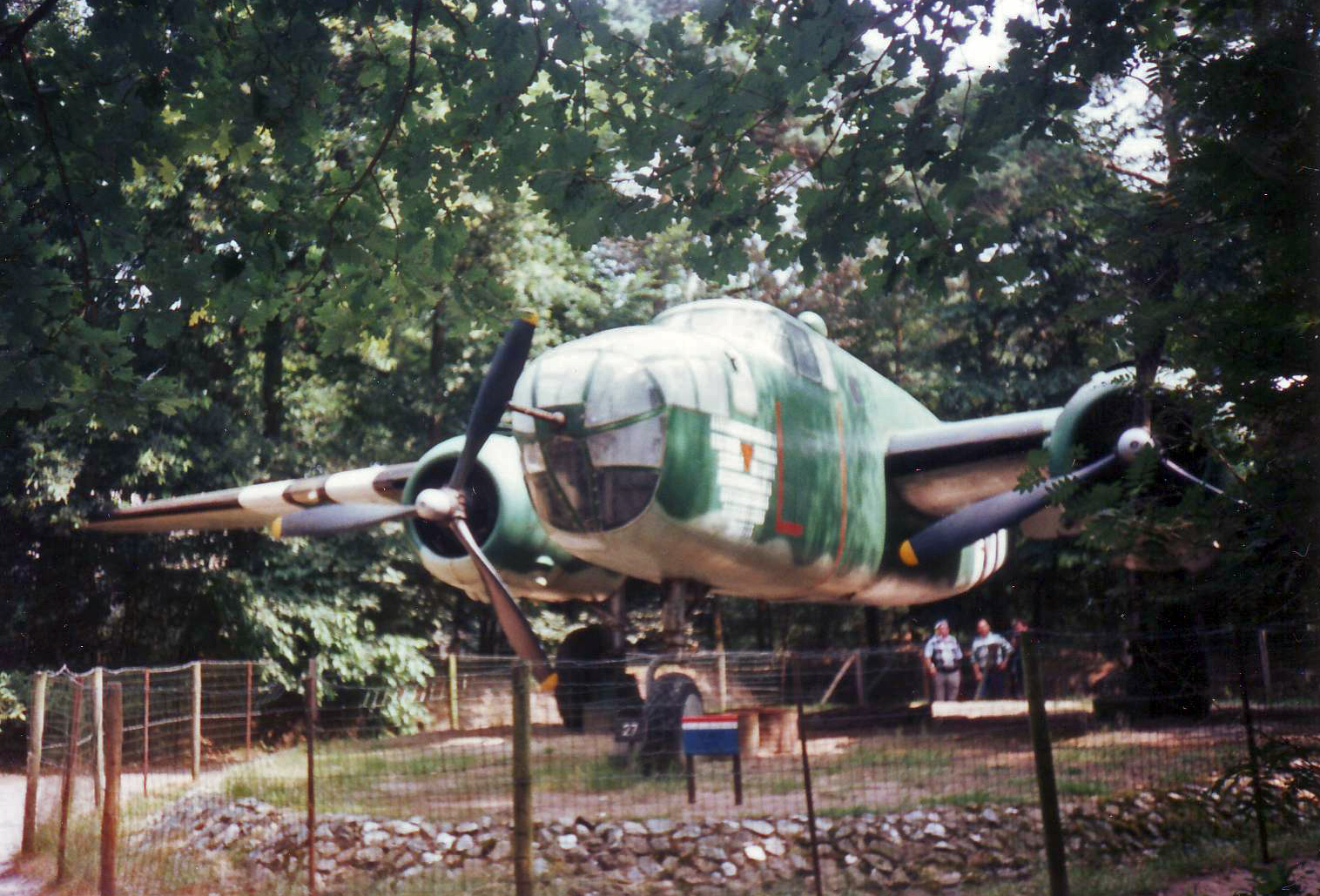
North American B-25 Mitchell (1991)
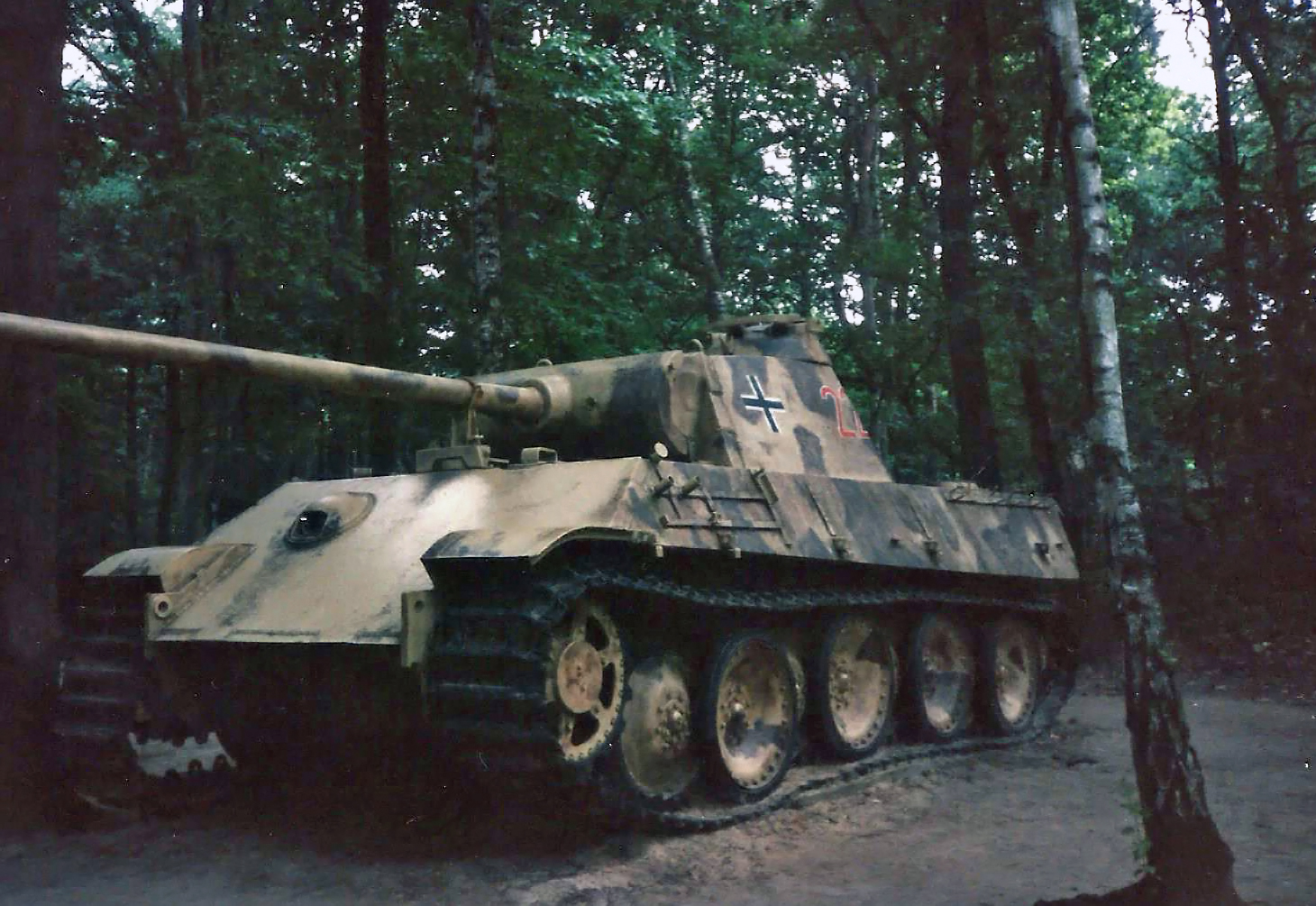
Panzerkampfwagen V Panther (1991)
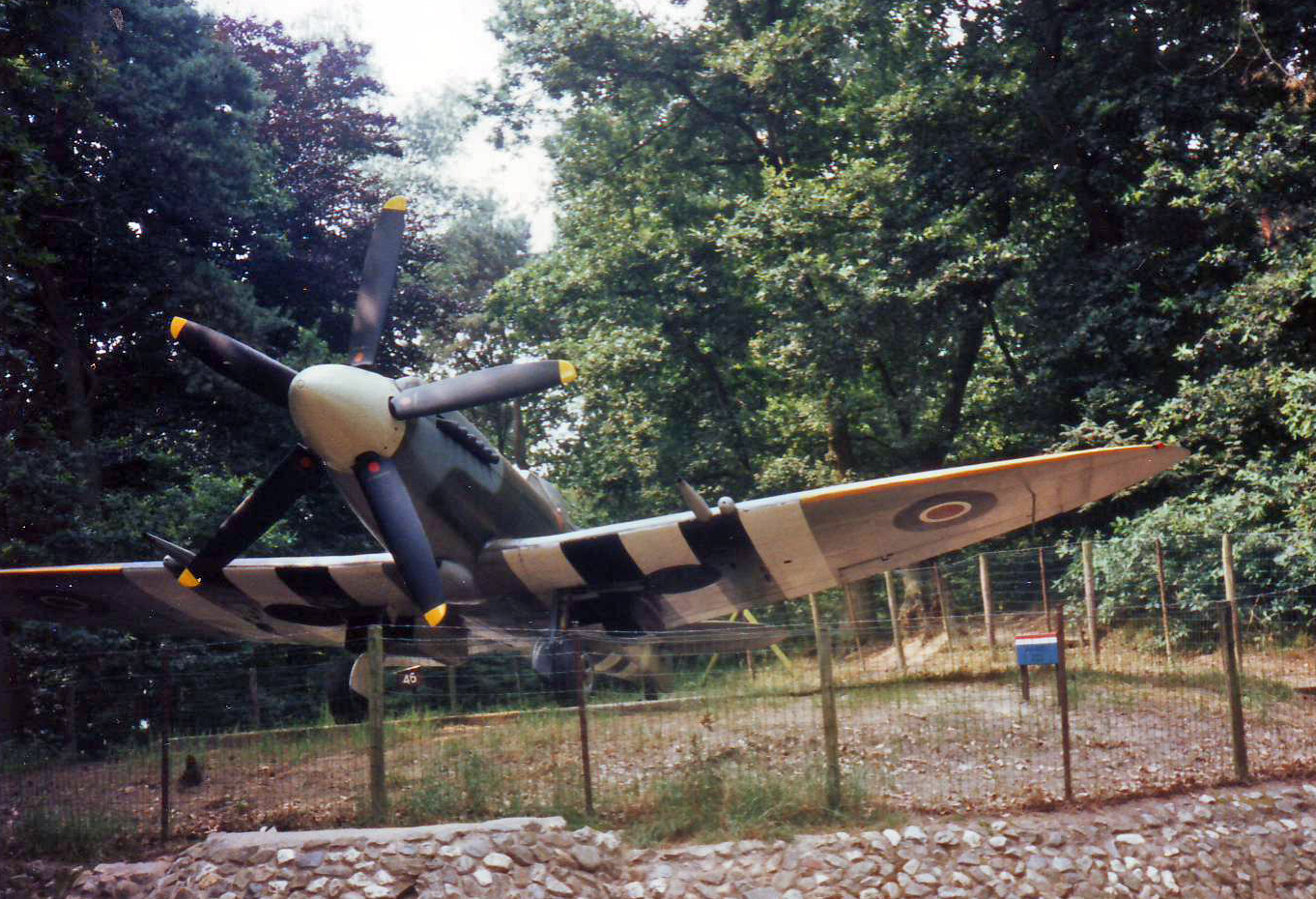
Spitfire (1991)
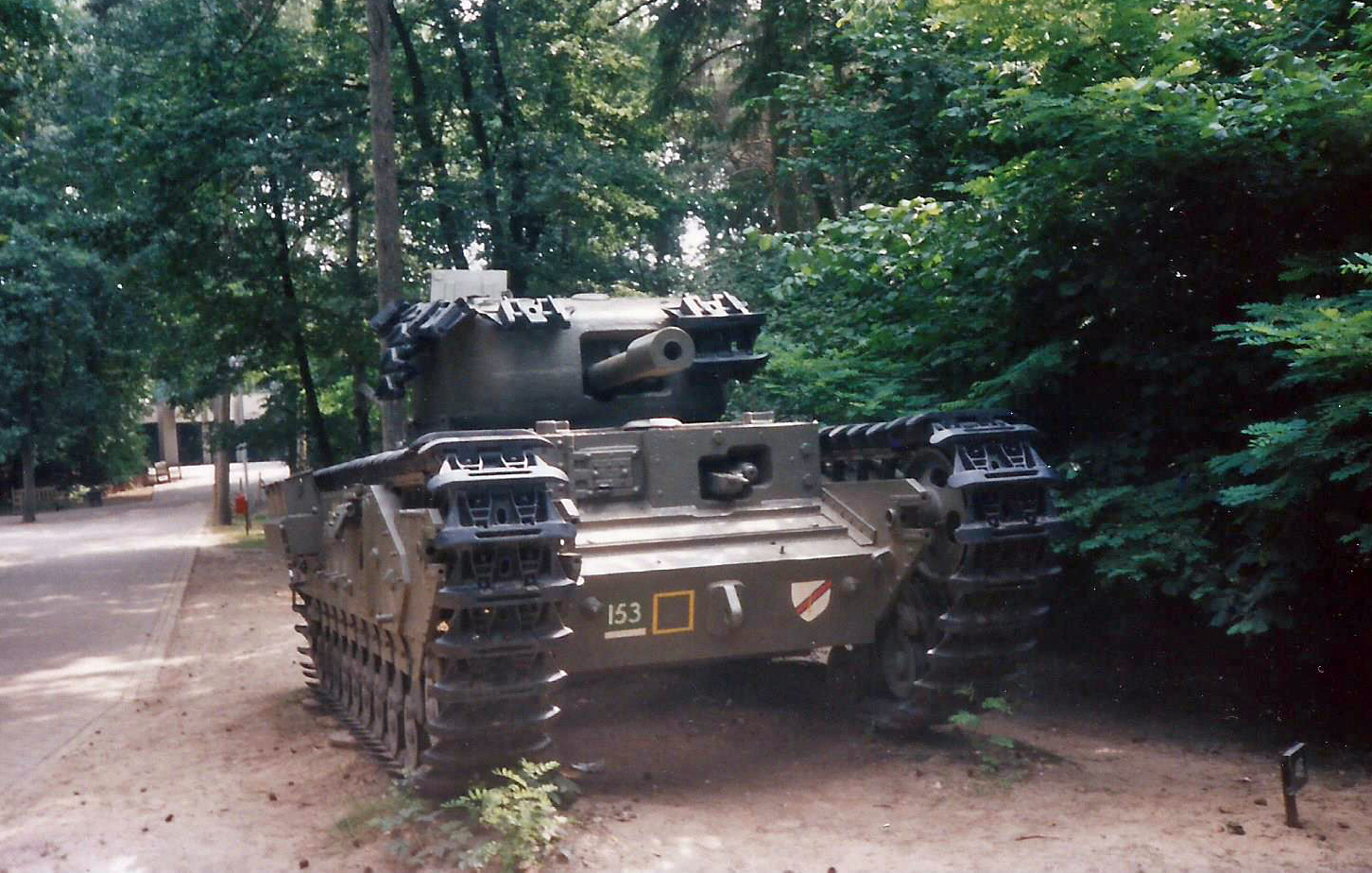
Churchill-Panzer „Jackal“ (1991)
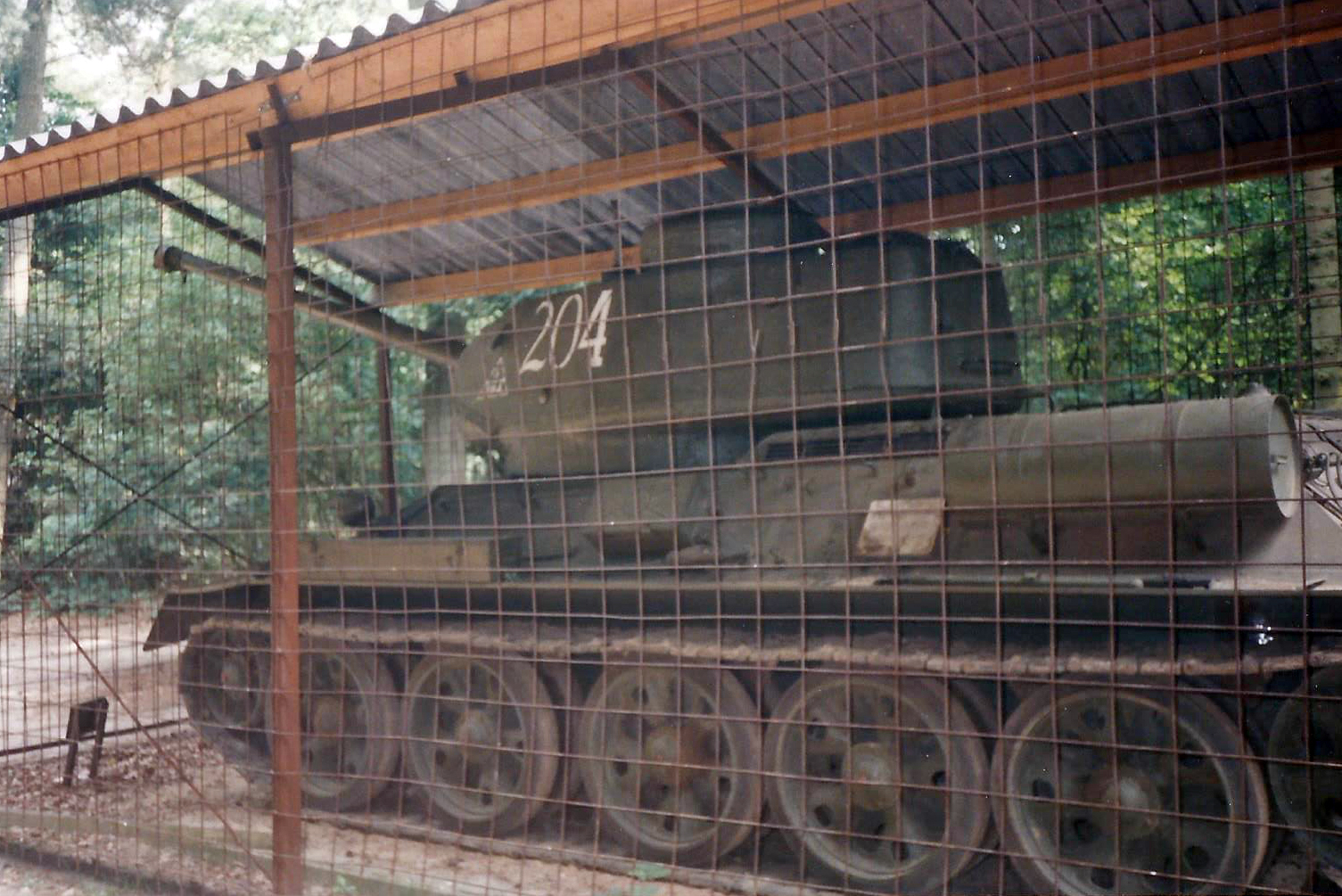
Kampfpanzer T-34 (1991)
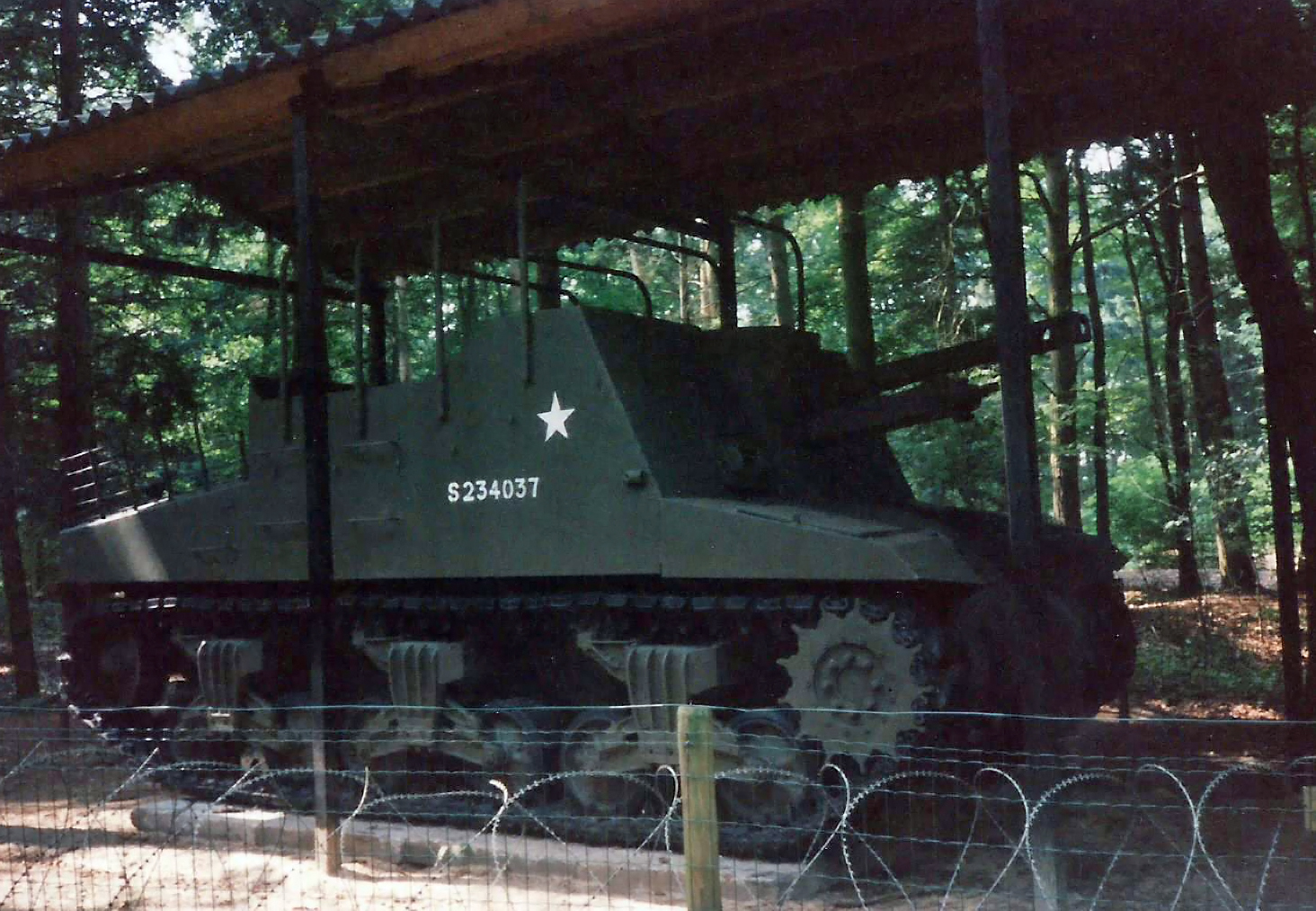
Sexton Selbstfahrlafette (1991)
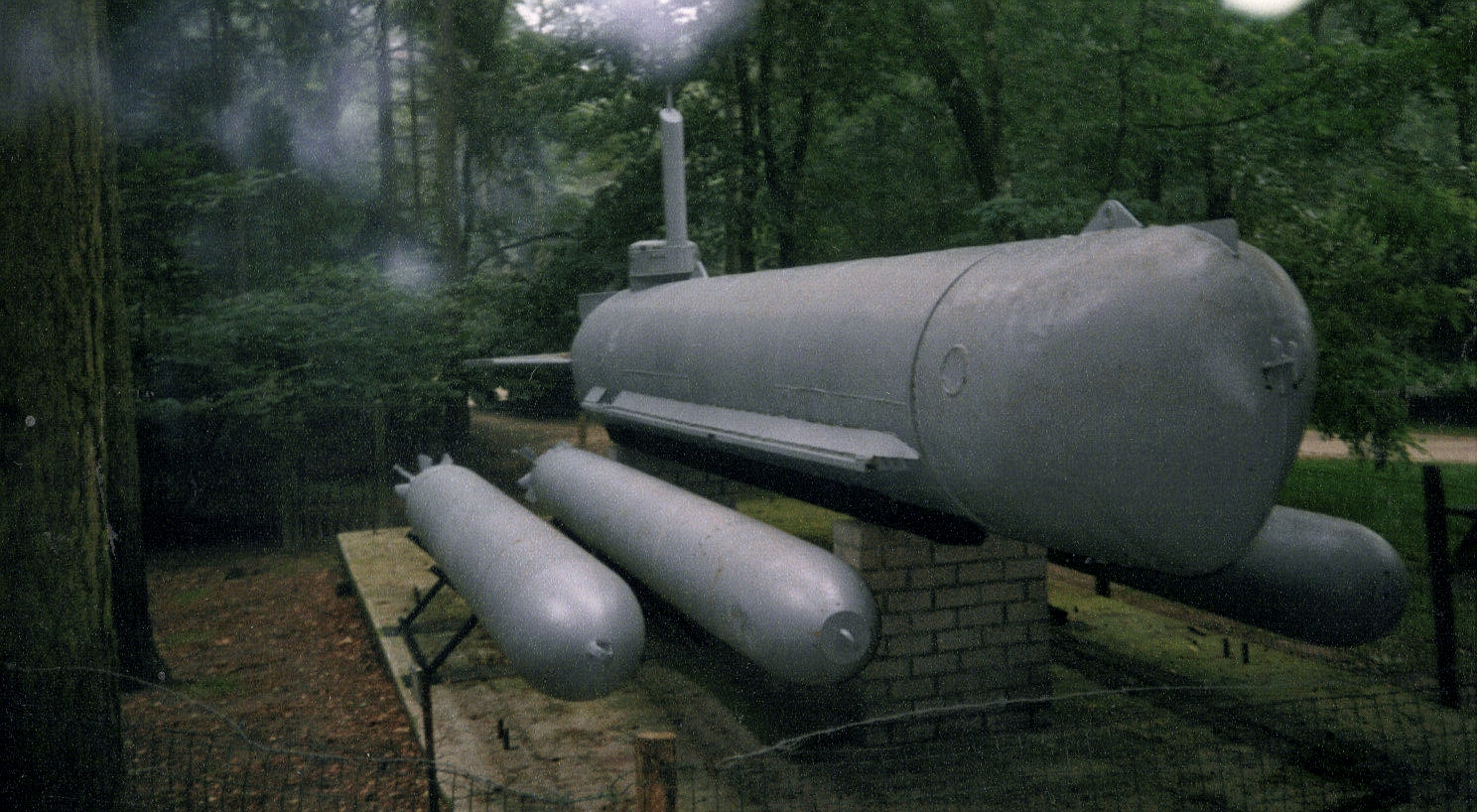
Klein-U-Boot Molch (1992)
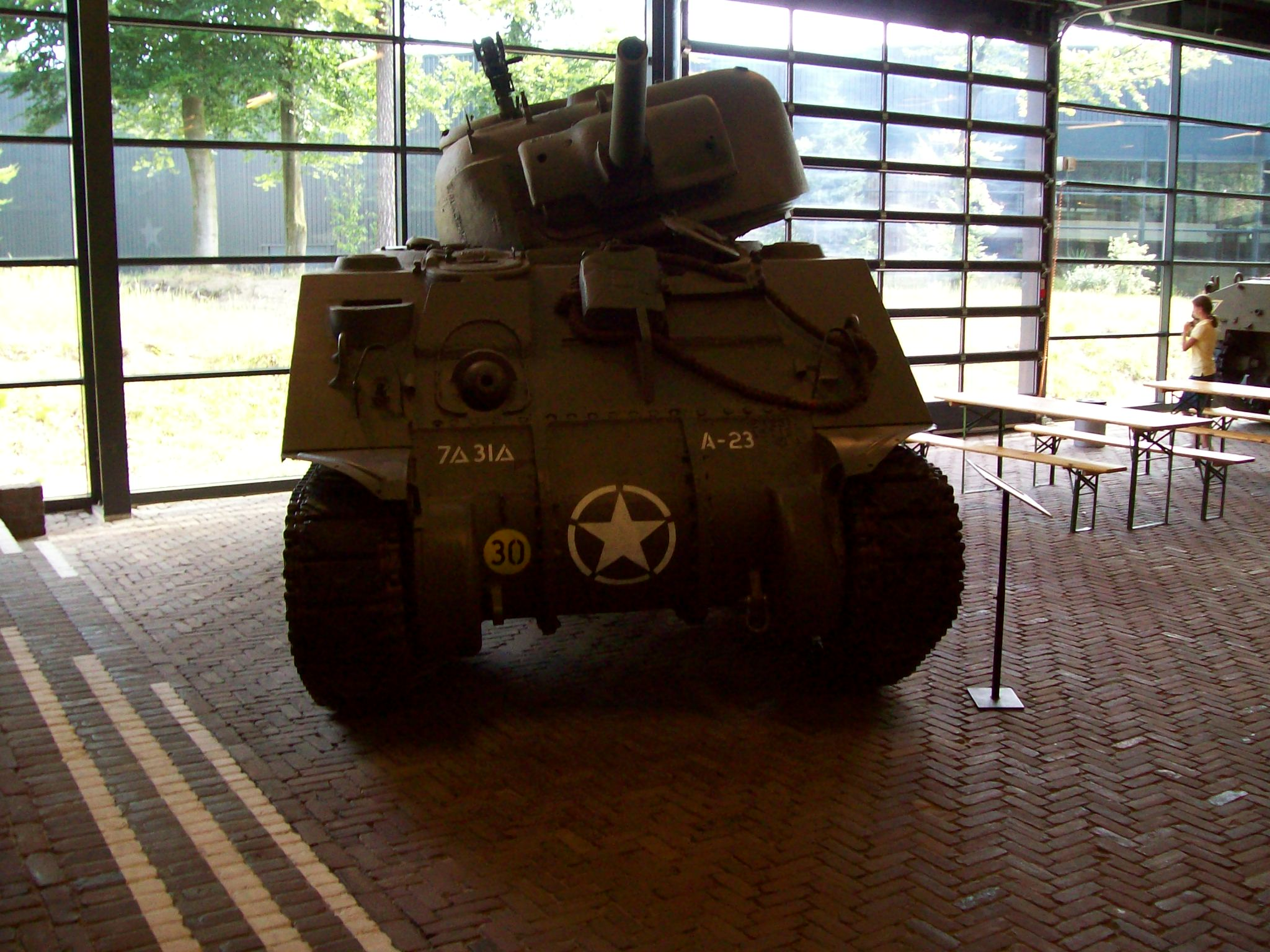
Sherman-Panzer (2009)

### Aktuelle Fotos
Das Museum wurde in den 2010er Jahren massiv umgebaut und setzt nun auf eine moderne und interaktive Darstellung der historischen Geschehnisse, ohne jedoch den technisch-historischen Aspekt der Sammlung zu vernachlässigen.

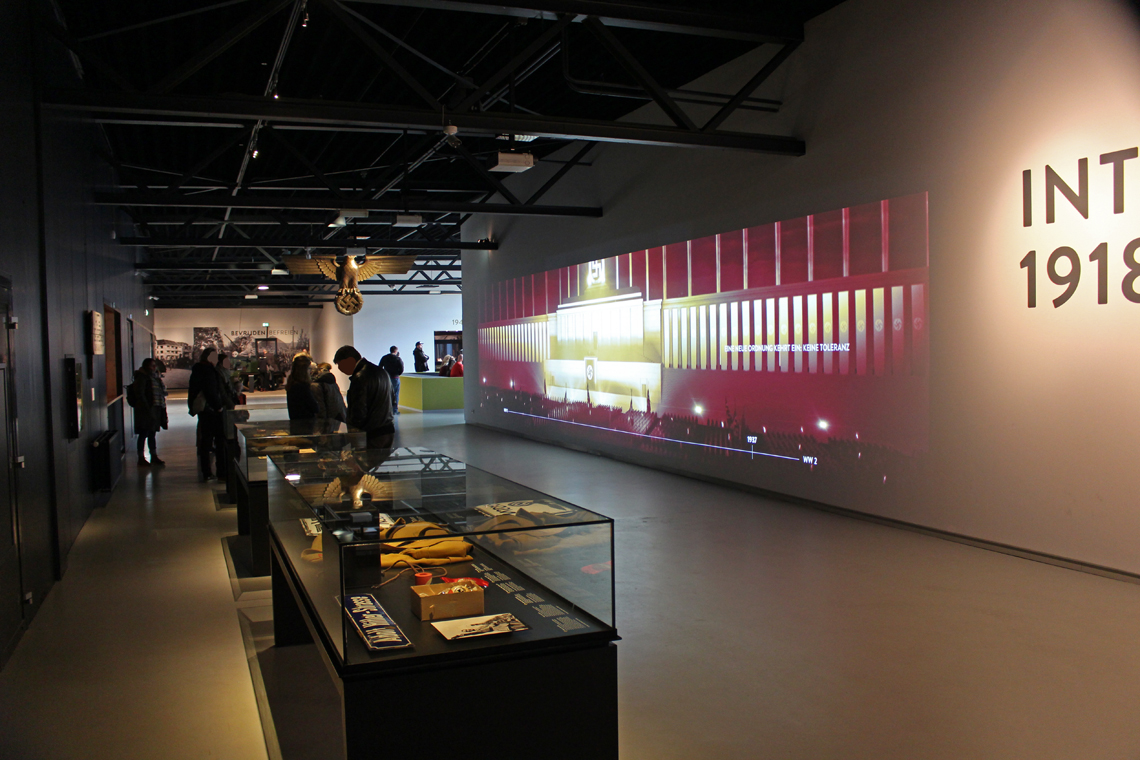
Eingangshalle der neuen Ausstellung (2016)
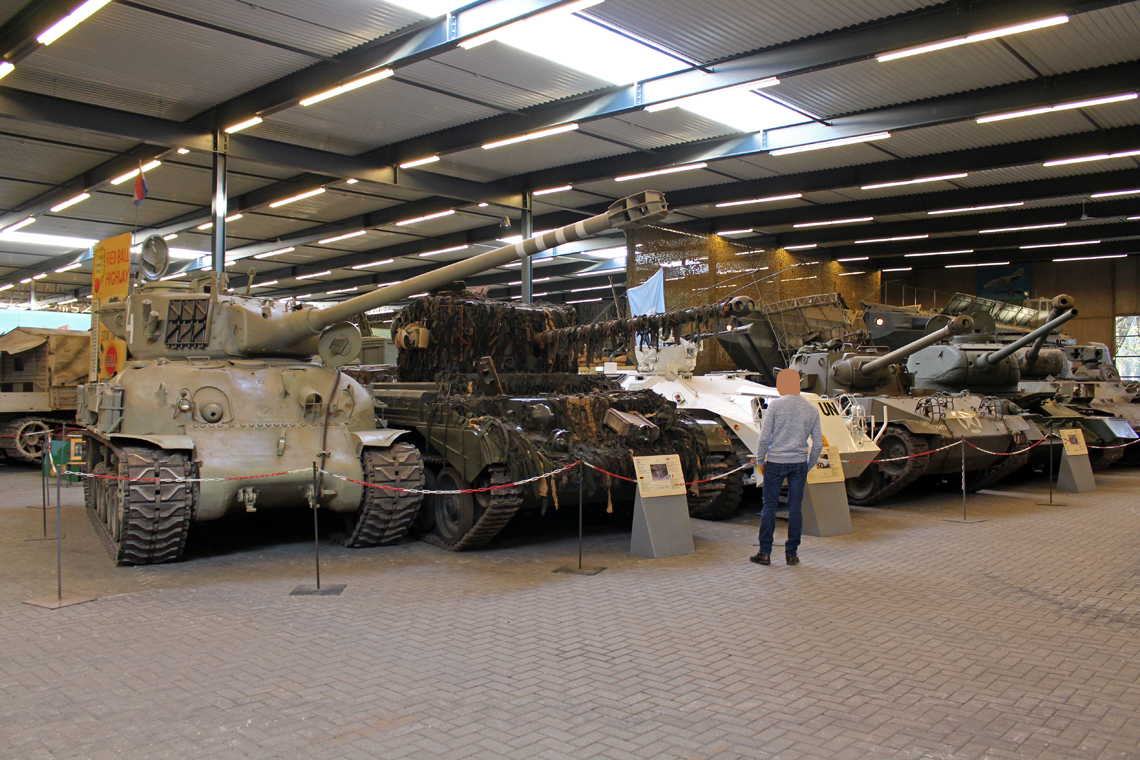
Verschiedene Panzer im Museum (2016)
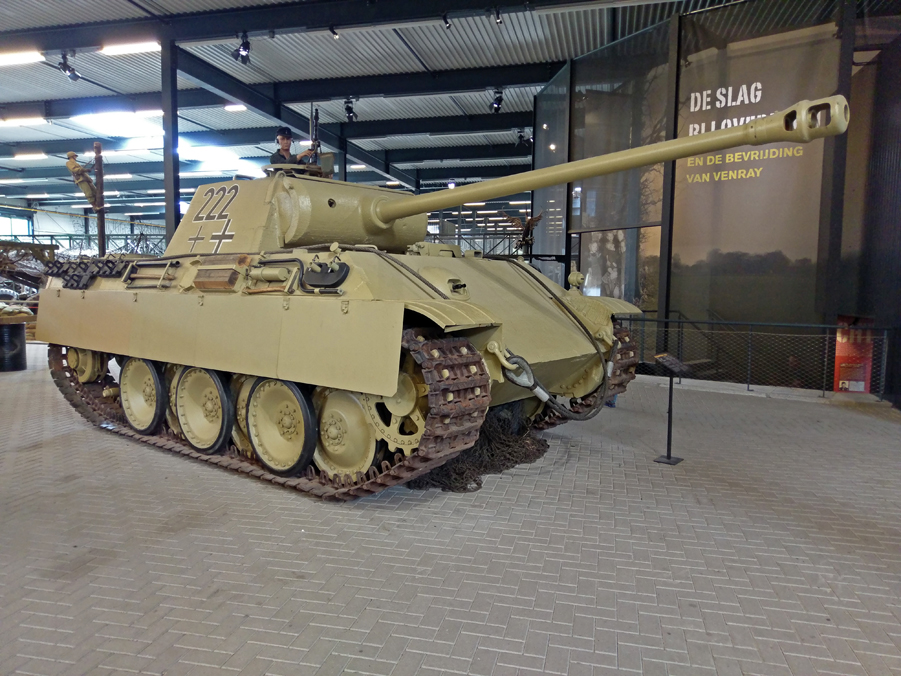
Der Panzerkampfwagen V Panther im aktuellen Zustand (2019)
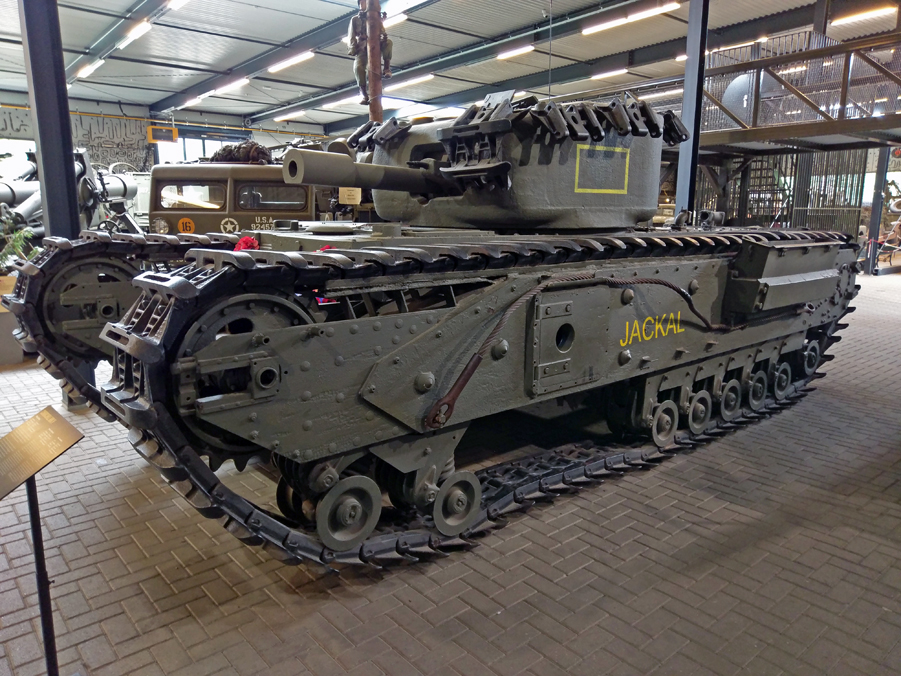
Churchill-Panzer „Jackal“ im aktuellen Zustand (2019)
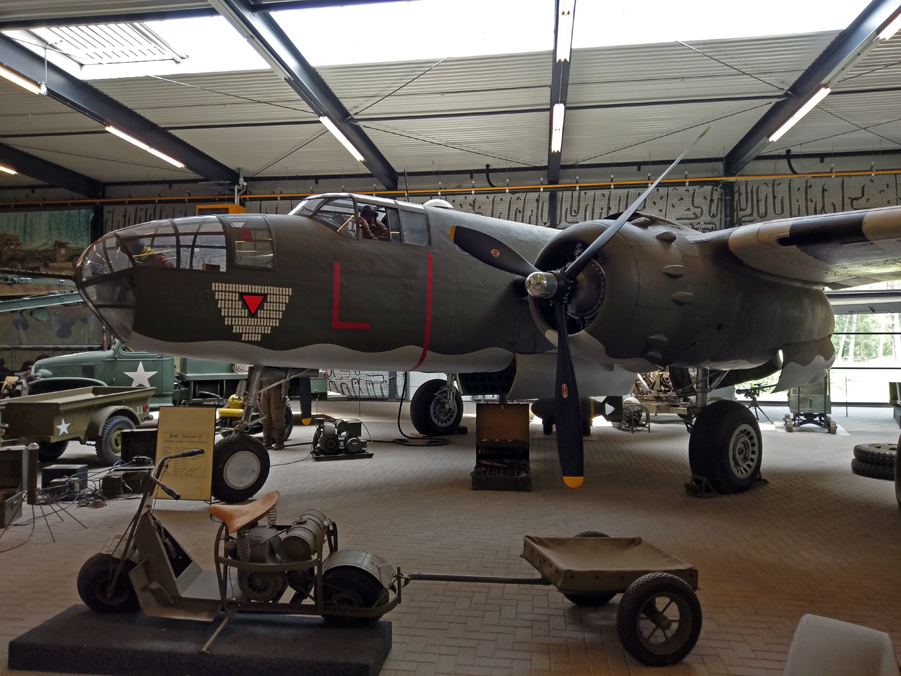
B25 Mitchell im aktuellen Zustand (2019)

## Veranstaltungen

### Sonderausstellungen
Das Museum bietet wechselnde Sonderausstellungen und Vorträge zu ausgewählten Themen an. 1946 wurde die Sammlung mit einer großen Sonderausstellung eröffnet. 1965 wurde in größerem Umfang das 20-jährige Bestehen gefeiert.
Im Rahmen eines modernisierten Museumskonzeptes wurden im 21. Jahrhundert zunehmend Freilichtveranstaltungen mit aktivem Einsatz von historischen Exponaten organisiert.
- Eröffnung im Mai 1946
- 20-jähriges Jubiläum 1965

## Militracks
Einmal jährlich im Mai findet, durchgeführt vom Museum, im Museumspark für zwei Tage die Veranstaltung „Militracks“ statt. Es werden vorrangig von der Wehrmacht genutzte fahrtüchtige Fahrzeuge aus der Zeit des Zweiten Weltkrieges, vom Motorrad über Mannschaftswagen, Halbkettenfahrzeuge bis zum Panzer, vor großem Publikum gezeigt. Auf einem Rundkurs im großen Park des Museums ist für die Besucher ist eine Mitfahrt auf vielen Fahrzeugen, gegen eine, je nach Fahrzeugtyp festgelegte Gebühr, möglich. Seltene Panzerfahrzeuge (z. B. PzKpfw VI Ausf. B oder PzKpfw V „Panther“) werden in einer natürlichen Arena fahrend präsentiert.
Neben einer größeren Anzahl gastronomischer Stände, gibt es auch eine Militaria- und Reenactmentbörse. Die Veranstaltung findet internationale Rezeption mit Übertragung in Fernsehprogrammen und der Verbreitung von Videos in Videokanälen.

## Kletterpark
Auf dem vom Museum ehemals genutzten Gelände befand sich zeitweise auch ein Kletterpark. Dieser hatte jedoch keinen Bezug zum Museum.